# Konstantínos Georgakópulos
Konstantínos Georgakópulos (em grego: Κωνσταντίνος Γεωργακόπουλος; 1890 — 1978) foi um político da Grécia. Ocupou o cargo de primeiro-ministro da Grécia entre 5 de Março de 1958 a 17 de Maio de 1958.